# Église Saint-Vincent d'Ax-les-Thermes
Pour les articles homonymes, voir Église Saint-Vincent.
L'église Saint-Vincent d'Ax-les-Thermes est une église d'Ax-les-Thermes, dans le département français de l'Ariège, en région Occitanie.

## Historique

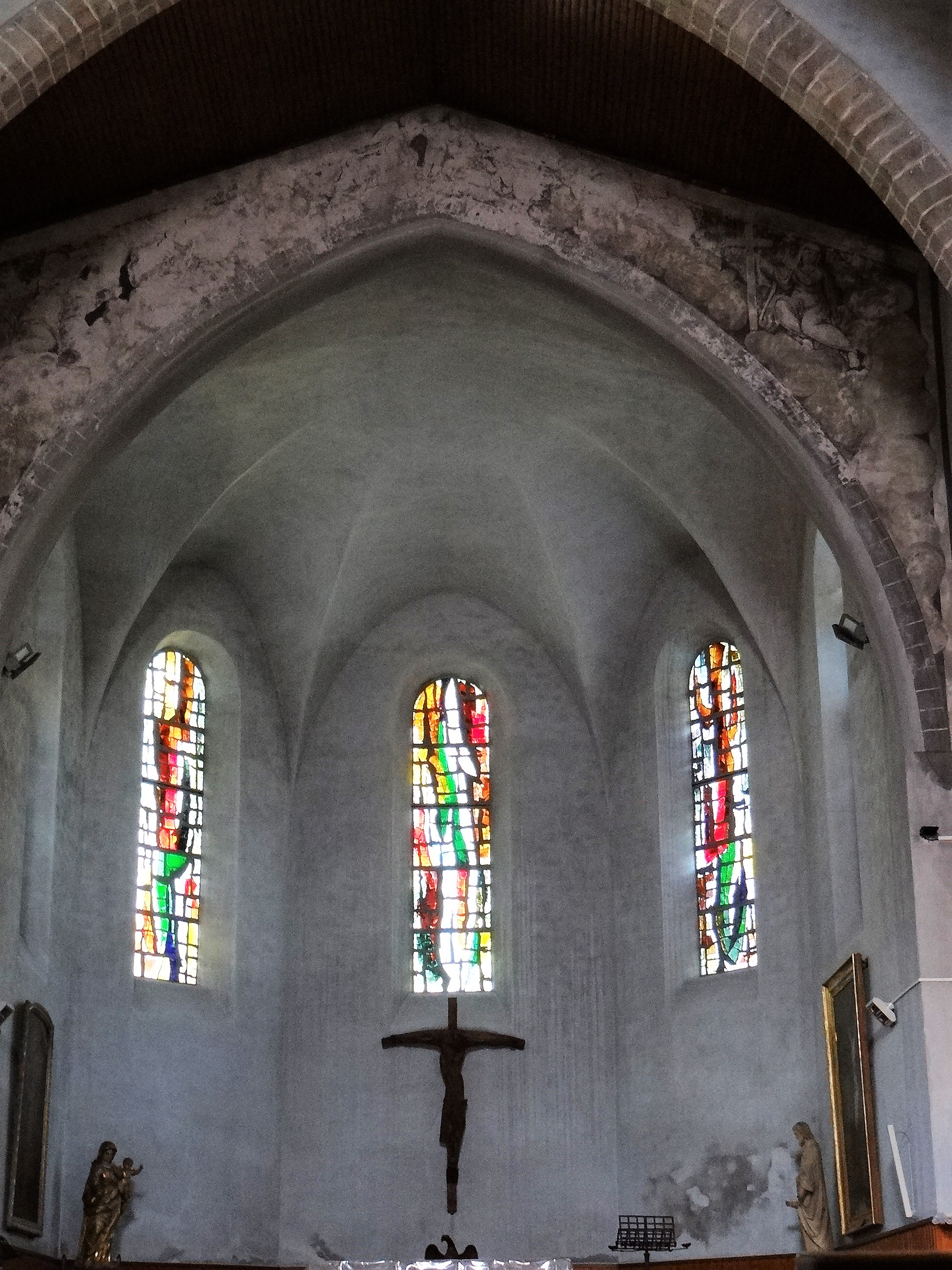
L'abside de l'église.

Une petite chapelle a été construite au VIe siècle, probablement sur le site de l'église actuelle, pour recueillir les restes de saint Udaut, premier évangélisateur de la ville et martyr axéen. La région est alors occupée par les Wisigoths, chrétiens ariens qu'Udaut veut convertir. Il est arrêté et condamné le 11 mai 452. Le chef arien le fait mettre dans un tonneau hérissé de clous et précipité dans un ravin dans un lieu-dit appelé « martyre de saint Udaut » où a été placée une colonne commémorative en 1874, au bout de la rue Saint-Udaut, sous le viaduc de chemin de fer. Sa dépouille a été ensevelie sur les lieux. Il a été canonisé par le pape Léon Ier. Ses restes sont exhumés et déposés dans la chapelle en 581. Celle-ci est située hors de la cité derrière l'église actuelle, sur la rive droite de la Lauze.
En 780, un riche seigneur catalan possédant des terres à Ax fait remanier la chapelle. Les textes citent alors l'église d'Ax.
En 978, des moines de l'abbaye de Ripoll, prétextant les troubles dans la région dus à des bandes de pilleurs, viennent à Ax pour prendre les restes de saint Udaut pour les mettre à l'abri dans leur église. L'église est alors dédiée à saint Vincent, diacre espagnol martyrisé à Valence en 304. Un acte de donation datant de 987 cite l'église parmi les biens donnés à l'abbaye de Lagrasse par Arnaud de Carcassonne dans le cas où il n'aurait pas eu d'enfants. Cette donation n'a pas été effective. L'église est reconstruite au XIIe siècle.
Un incendie détruit la ville en 1240 mais laisse intacte l'église. Roger-Bernard II de Foix, comte de Foix ordonne de reconstruire la ville plus en aval, entre les trois rivières, l'Ariège et ses deux affluents, l'Oriège et la Lauze, l'actuelle rue du Coustou étant une limite de la ville. L'église est alors hors des limites de la ville. Elle est restée hors des remparts construits après l'accord donné par Gaston Fébus.

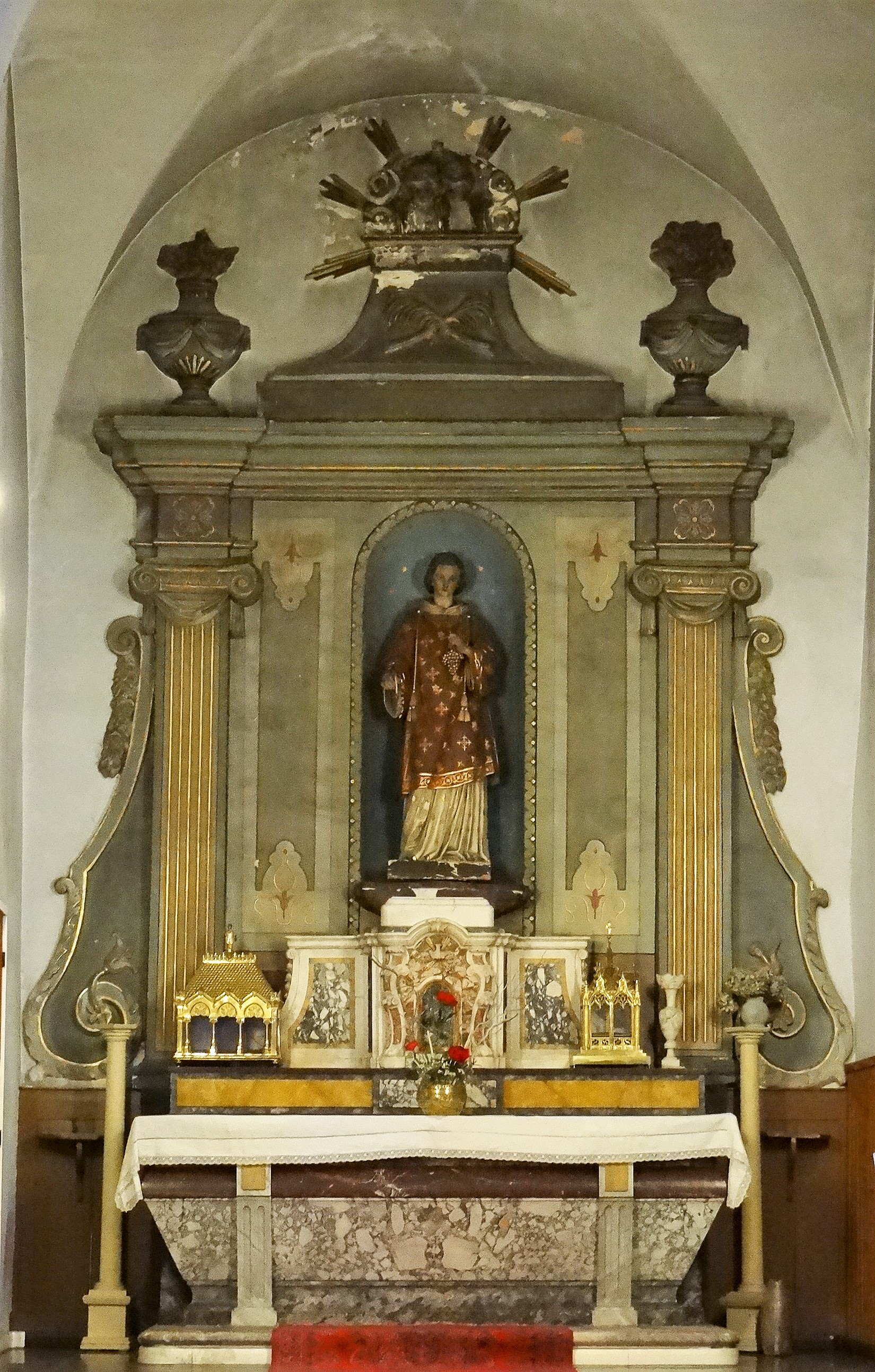
Chapelle Saint-Vincent

L'église est agrandie au XVe siècle, puis restaurée au XVIe siècle. Elle est transformée quand elle a été reconstruite au XVIIe siècle dans le style catalano-languedocien. Les nobles d'Ax étaient inhumés dans les chapelles latérales de la nef unique avant 1789. Les archiprêtres d'Ax et de Sabarthès avaient le privilège de pouvoir se faire inhumer dans le chœur. Jusqu'en 1650, les consuls qui géraient les affaires courantes de la ville se réunissait dans l'église ou dans la chapelle Saint-Jean-d'Auze attenante à l'église.
L'église a été réparée, restaurée à deux nombreuses reprises au XVIIIe siècle (1704,1707, 1774), modifiée en 1811, réparée à nouveau au XIXe siècle (1824, 1854) et XXe siècle (1952, 1970). Les peintures de la voûte ont été restaurées en 1976. Le portail de l'église a été refait au XIXe siècle mais a conservé les portes datant de 1649. Le clocher de l'église datant du XIe siècle a été refait au XIXe siècle. Détruit par un incendie, il a été reconstruit en granit en 1925 en s'inspirant du style andorran.
En 1886, l'évêque de Vic a autorisé le retour à Ax-les-Thermes d'un fragment des reliques de saint Udaut. Le reliquaire se trouve dans la chapelle Saint-Vincent, première chapelle à gauche, près du chœur. À côté se trouve une châsse avec des reliques de saint Vincent.

## Description

### Vitraux
Les vitraux modernes ont été réalisés par Dom Ephrem Socard (†1985) de l'abbaye d'En-Calcat avec la participation de Jean-Claude Izard, sous la direction du père Odilar, moine bénédictin.

### Orgue
L'église possédait un orgue dès 1595. Il a disparu pendant de la Révolution. L'église a ensuite eu un régale jusqu'en 1856, puis un harmonium.
En 1897, les dons des paroissiens ont permis à l'église de se doter d'un orgue réalisé par Oscar Annessens d'une famille de facteurs d'orgue belge, établi à Menin. L'orgue a été installé le 4 septembre 1897 et inauguré le jour de la saint Vincent, le 22 janvier 1898.
L'orgue a été restauré en 1952 et 1968. Il a été reconstruit en 1978 par la Maison Pesce pour installer une traction mécanique pour les notes et électro-pneumatique pour les registres. L'orgue a 24 jeux. Il a été relevé en 2016 par la Maison Pesce frères et fils de Pau.

### Mobilier
Sont classés au titre objet des monuments historiques :
- Un tableau représentant le Mariage mystique de sainte Catherine attribué à Guy François datant du XVIIe siècle[7].
- Une cloche en bronze datée de 1512[8].
- Un tableau de saint Vincent en extase peint par Jean-Baptiste Despax datant du XVIIIe siècle[9].
- Une statue d'un christ en croix appelé "crucifix des Pénitents bleus " daté de 1650[10].

Sont inscrits à l'inventaire des monuments historiques :
- Un tableau et son cadre de la crucifixion de Jésus peint par Lucille Pastureau daté de 1875[11].
- Un lutrin en forme d'aigle datant du XVIIIe siècle[12].
- Un autel en bois datant du XVIIe siècle[13].
- Une paire de chandeliers d'autel en bronze datant du XIXe siècle[14].

De nombreux objets (calices et patène en argent) ont disparu en 2004 et 2018,,,,.
Sont répertoriés dans la base Palissy :
- L'ensemble du monument aux morts avec la plaque commémorative de la guerre de 1914-1918 et la statue de Jeanne d'Arc daté de 1922[20].

## Galerie

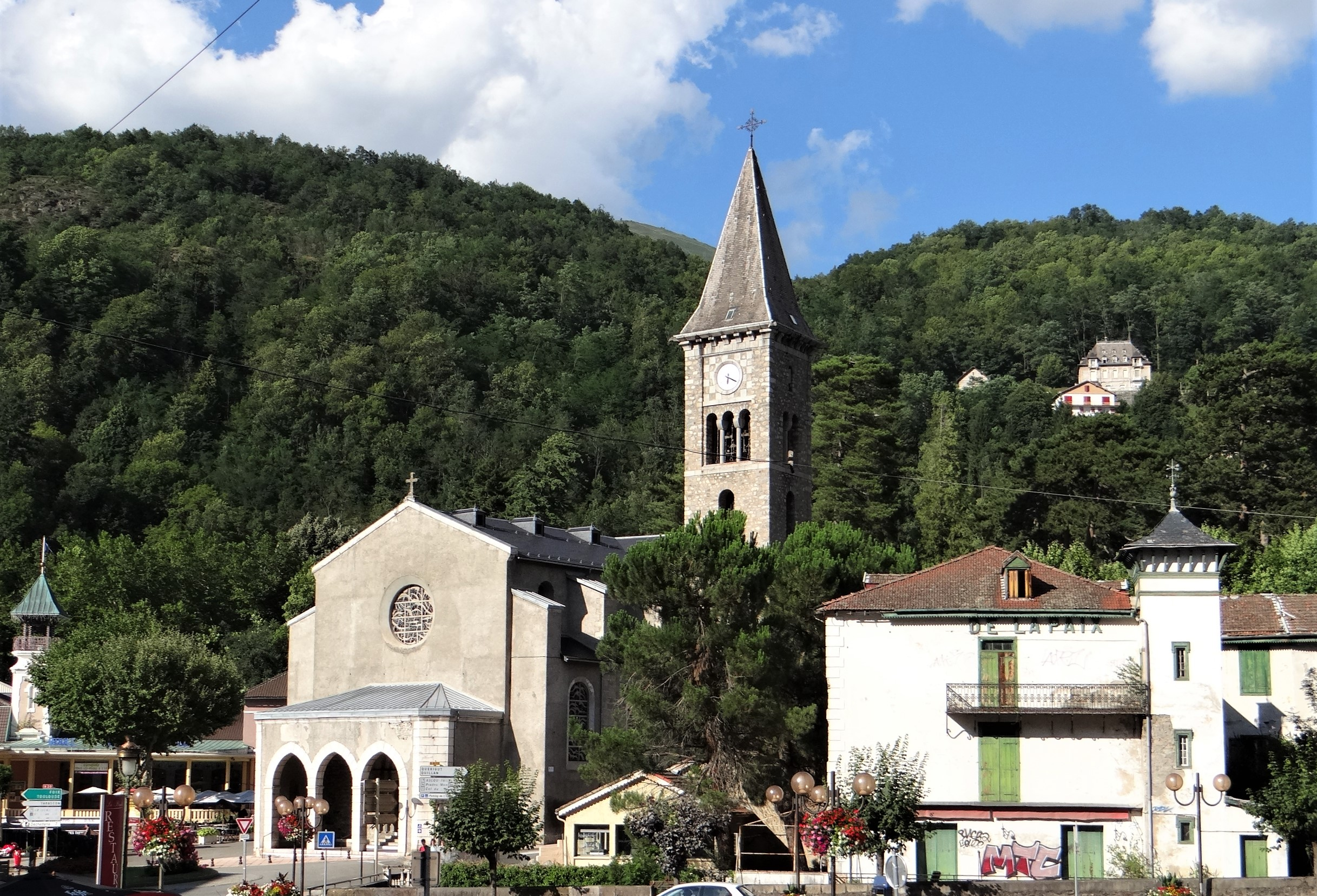
L'église Saint-Vincent et l'ancien hôtel de la Paix.
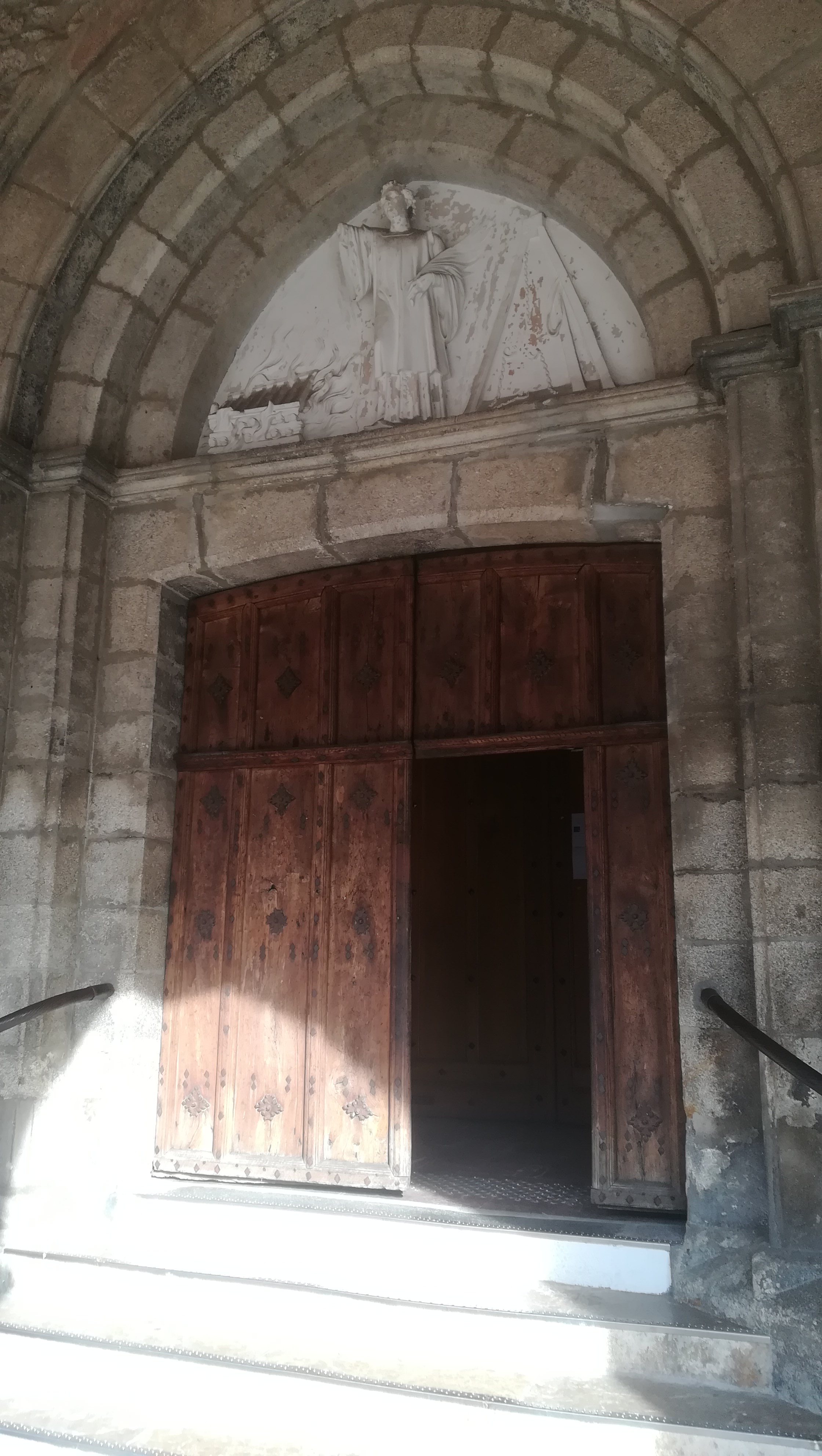
Le portail de l'église.
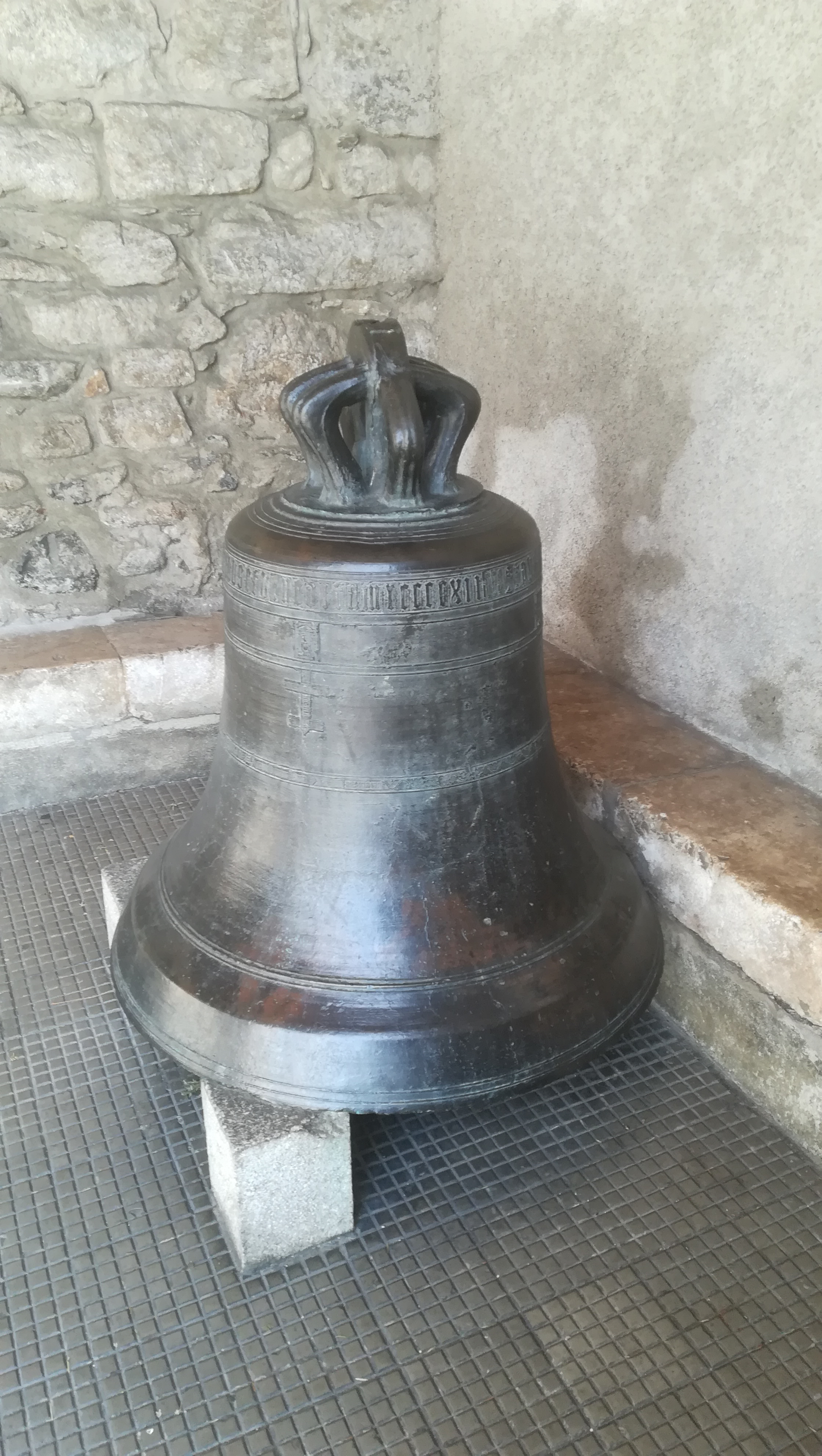
L'ancienne cloche de l'église exposée sous le porche.
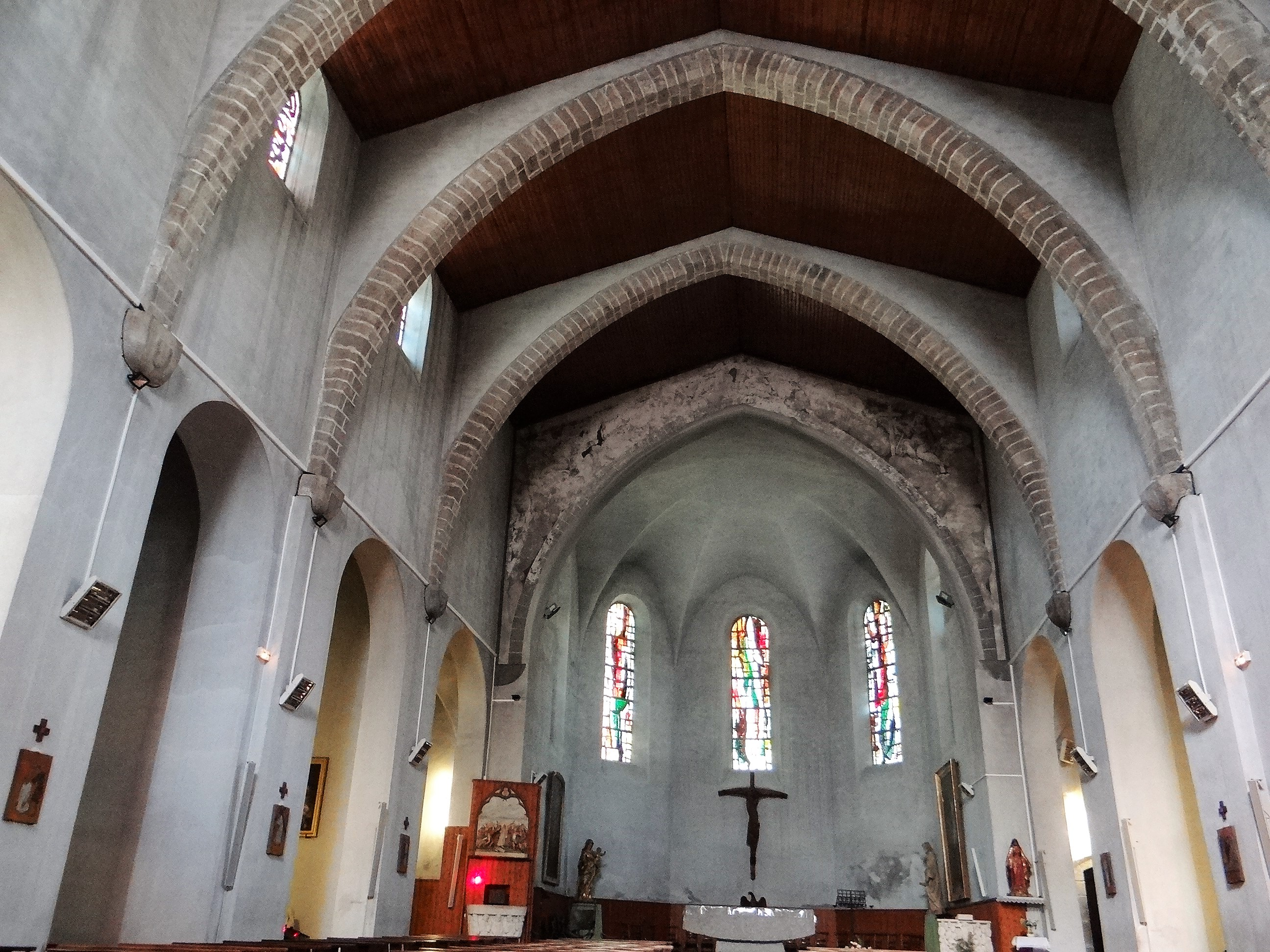
La nef de l'édifice.

## Incendie sur un événement
À la suite d'un incident électrique, le 20 avril 2023, le panneau électrique explosa provoquant une coupure électrique dans l'église la plongeant dans le noir suivie d'un début de feu dans la sacristie mais ne s'est pas propagé dans l'église. Une partie d'un groupe composé d'un orchestre, d'une troupe de théâtre et de choriste des collèges du Girbet (Saverdun), de Bayle (Pamiers), de Rambaud (Pamiers) et du lycée Pyrène (Pamiers) qui devaient interpréter une comédie musicale intitulée Le Bourdon IV était dans l'église à ce moment et ont assisté au départ de feu. Il n'y a eu aucun blessé, seul une partie du matériel de théâtre a brûlé et les instruments de l'orchestre ont seulement été recouverts de suie.